# Masakiyo Maezono
Masakiyo Maezono (前園 真聖, Maezono Msakiyo, Satsumasendai, 29 oktober 1973) is een Japans voormalig voetballer die als middenvelder speelde.

## Japans voetbalelftal
Maezono debuteerde in 1994 in het Japans nationaal elftal en speelde 19 interlands, waarin hij vier keer scoorde. Maezono vertegenwoordigde zijn vaderland eveneens op de Olympische Spelen 1996 in Atlanta. Ondanks een overwinning op Brazilië (1-0) werd de Japanse olympische selectie onder leiding van bondscoach Akira Nishino al in de groepsronde uitgeschakeld.

## Statistieken
| Japans voetbalelftal | Japans voetbalelftal | Japans voetbalelftal |
| Jaar                 | Wed.                 | Dlp.                 |
| -------------------- | -------------------- | -------------------- |
| 1994                 | 6                    | 0                    |
| 1995                 | 4                    | 0                    |
| 1996                 | 7                    | 4                    |
| 1997                 | 2                    | 0                    |
| Totaal               | 19                   | 4                    |